# Dolina Ważecka

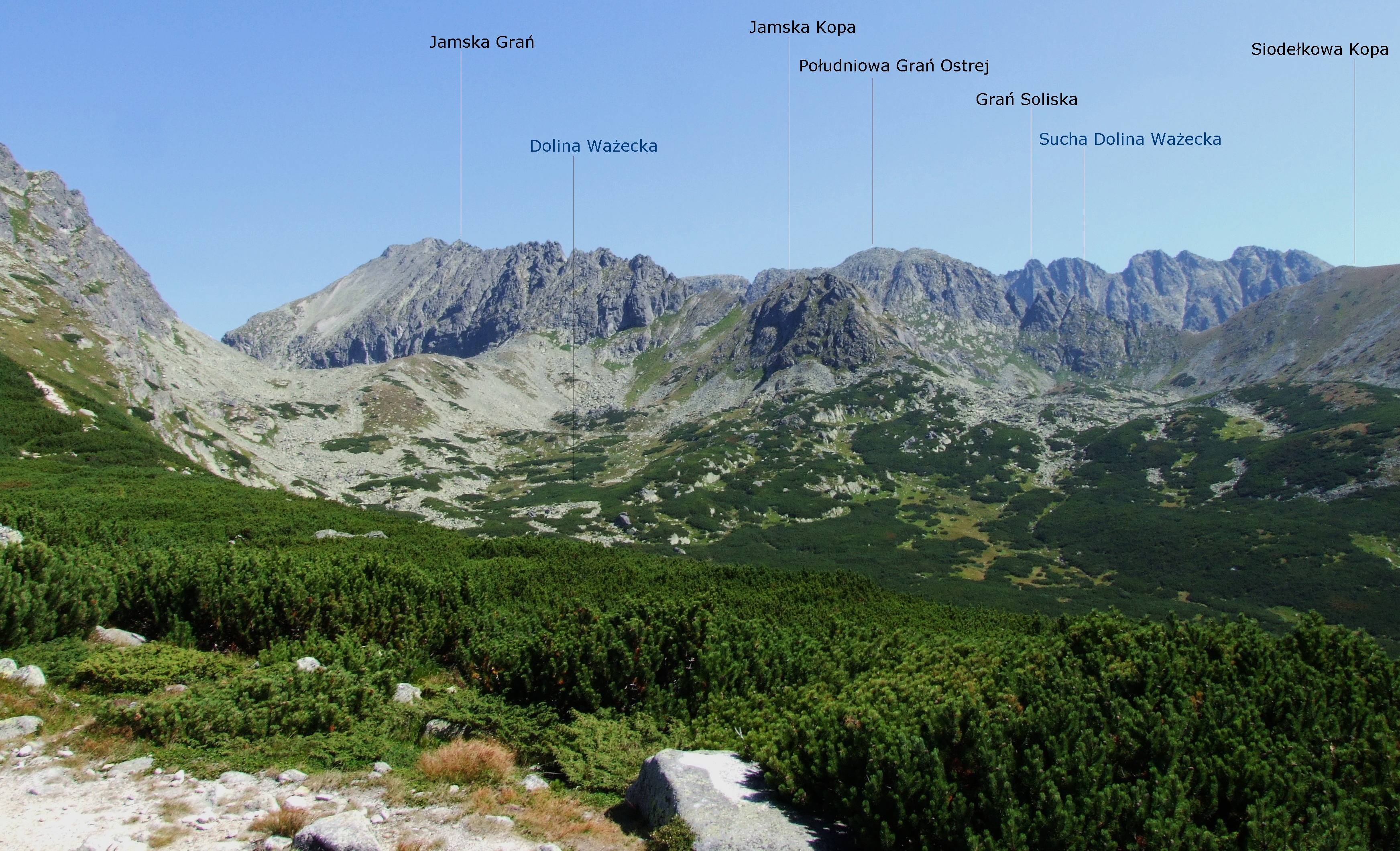
Dolina Ważecka

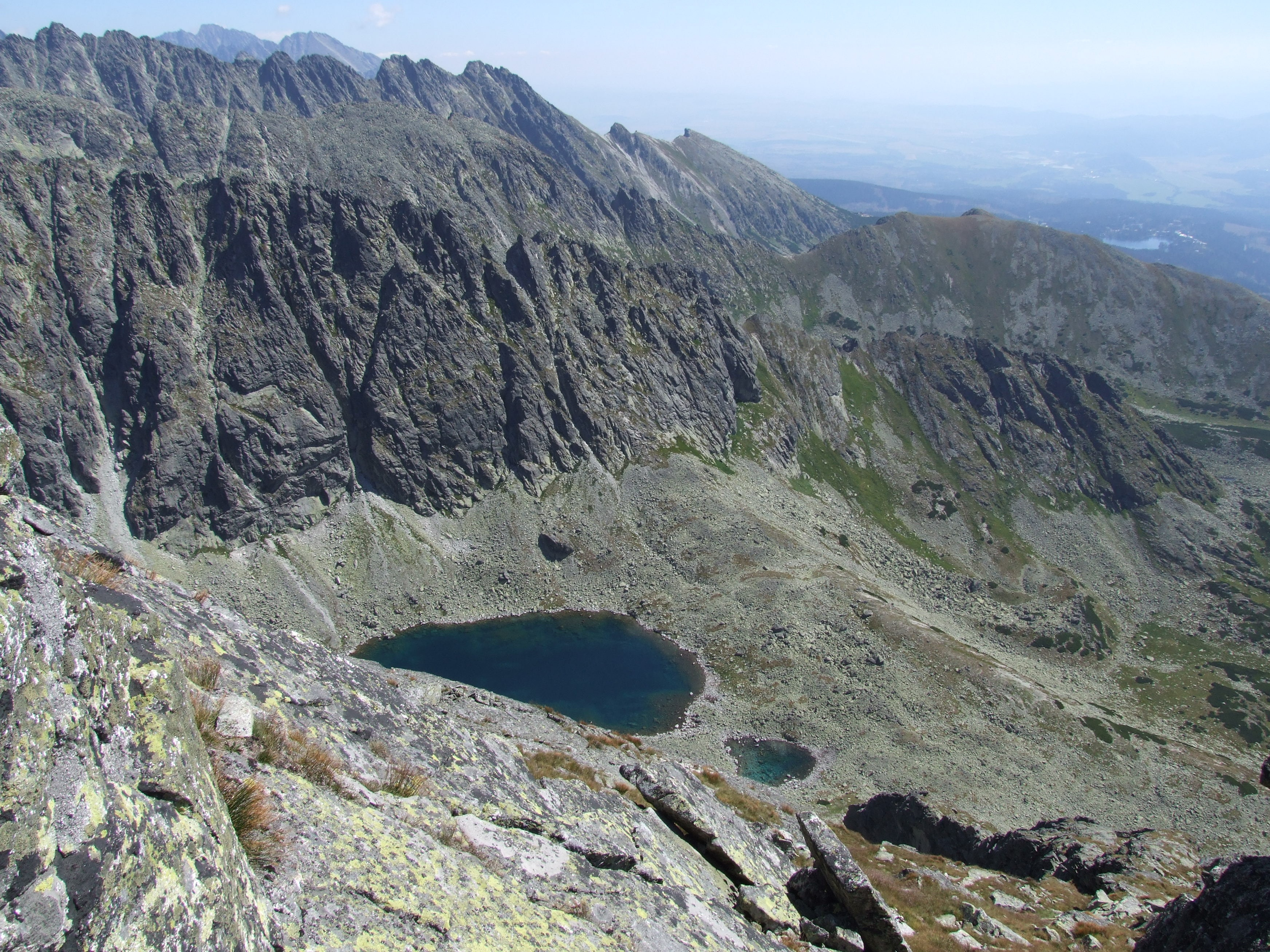
Górne piętro doliny z Zielonym Stawem

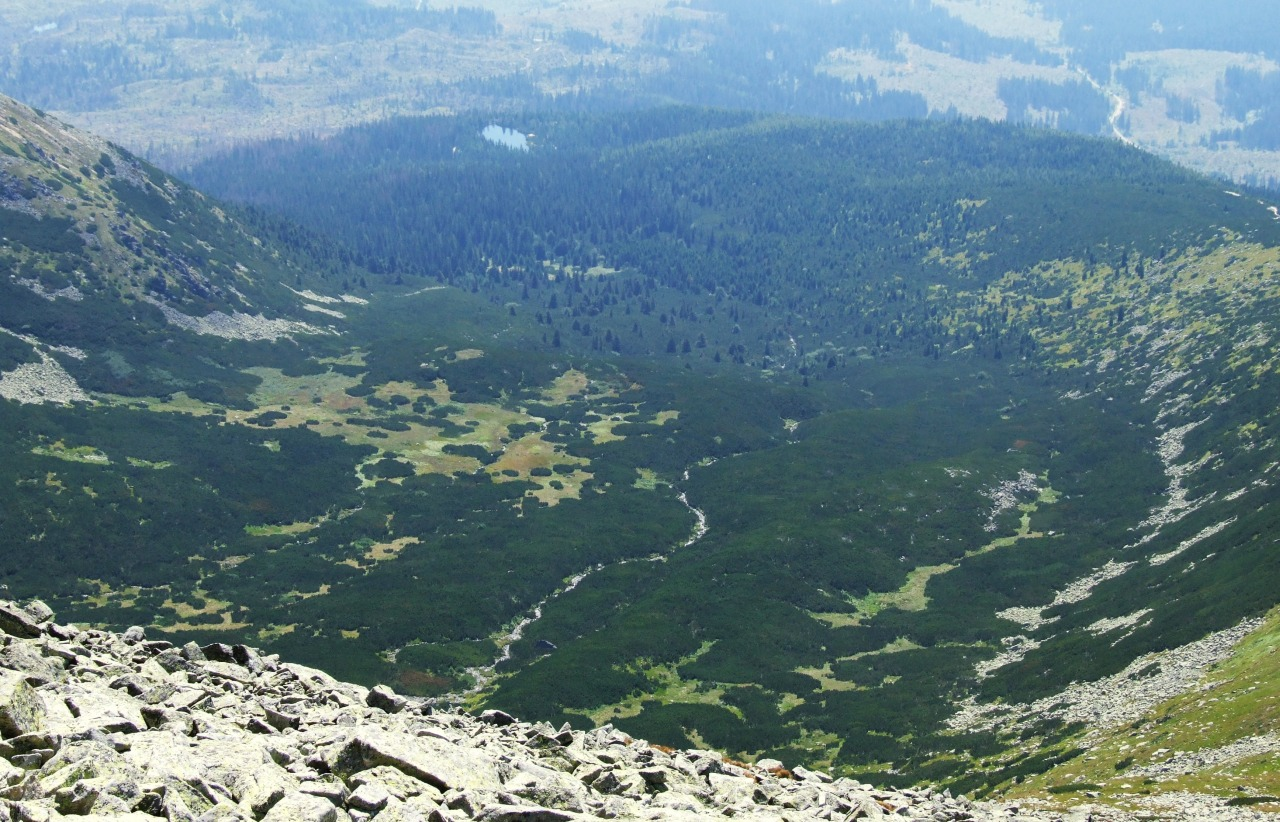
Dolna część Doliny Ważeckiej

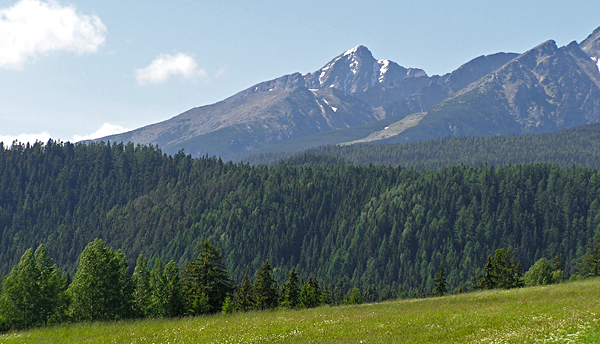
Widok na Krywań ze wschodu, Dolina Ważecka przed szczytem

Dolina Ważecka (słow. Važecká dolina, Handelská dolina, niem. Handeltal, węg. Handel-völgy) – słowacka dolina położona na terenie Tatr Wysokich, wcinająca się w południowo-wschodnie zbocza Krywania (Kriváň, 2494 m n.p.m.).

## Topografia
Dolina dzieli się na:
- Przedni Handel (Predný Handel) – jest to najniższa część doliny podchodząca pod ramiona Siodełkowej Kopy (Sedielková kopa, 2061 m); najwyższa jej część to tzw. Złomisko (Zlomisko)
- Zadni Handel (Zadný Handel) – część środkowa
- oddzielona niskim progiem najwyższa część doliny podchodzi pod ściany Krywania i Jamskiej Grani, w niej znajduje się dość duży Zielony Staw Ważecki (Zelené pleso pod Kriváňom) i Mały Staw Ważecki (Malé Važecké pliesko)
- Dolinę Suchą Ważecką (dolina Suchej vody) – wschodnie odgałęzienie doliny.

Dolina Ważecka graniczy:
- od wschodu z Doliną Furkotną (Furkotská dolina), rozdziela je południowa grań Ostrej,
- od północy z doliną Niewcyrką (Nefcerská dolina), rozdziela je główna grań odnogi Krywania od Ostrej przez Krótką (Krátka) do szczytu Krywania,
- od zachodu z Doliną Koprową (Kôprová dolina) i należącym do Doliny Bielańskiej (Bielanská dolina) Wielkim Żlebem Krywańskim (Veľký žľab), rozdziela je masyw Krywania.

## Opis doliny
Należy do krótszych dolin tatrzańskich. W dolnej części zalesiona, wyżej krajobraz zmienia się na wysokogórski. Dolną część doliny (Przedni Handel) przecina Magistrala Tatrzańska. W pobliżu leżącego na tarasie Jam Jamskiego Stawu (Jamské pleso) przebiega znakowany szlak turystyczny na Krywań. W głąb doliny obecnie nie prowadzi żaden szlak i jako obszar ochrony ścisłej jest niedostępna. Jeszcze na początku lat 70. XX wieku od niebieskiego szlaku na Krywań odchodził żółty nad brzeg Zielonego Stawu Ważeckiego. Dawniej dolina była wypasana (wypasano tutaj woły), prowadzono też w niej prace górnicze. Właścicielami doliny był węgierski ród Szentiványi. Nazwa doliny pochodzi od słowackiej miejscowości Ważec, do której administracyjnie dolina ta należy. Obecną polską nazwę wprowadził Walery Eljasz-Radzikowski w 1888 r., przedtem dolinę nazywano u nas Zadnim Handlem, Doliną Zielonego Stawu, Doliną Przedniego Handlu.
Doliną płynie Wielki Złomiskowy Potok (Veľký zlomiskový potok) łączący się z Siodełkowym Potokiem (Sedielkový potok) i Małym Złomiskowym Potokiem (Malý zlomiskový potok) i dający początek Białemu Wagowi (Biely Váh).

## Szlaki turystyczne
– znakowana czerwono Magistrala Tatrzańska na odcinku łączącym Trzy Źródła z Doliną Ważecką i Furkotną oraz Szczyrbskim Jeziorem.
- Czas przejścia od Trzech Źródeł do Rozdroża przy Jamskim Stawie: 1:20 h w obie strony
- Czas przejścia od Rozdroża przy Jamskim stawie do Rozdroża w Dolinie Furkotnej: 40 min w obie strony

  – niebieski szlak od Białego Wagu przy Tatrzańskiej Drodze Młodości prowadzący dolną częścią Doliny Ważeckiej do Magistrali, potem razem z nią na krótkim odcinku do Jamskiego Stawu i dalej w stronę Krywania.
- Czas przejścia od początku szlaku do Rozdroża przy Jamskim Stawie: 1:45 h, ↓ 55 min
- Czas przejścia od rozdroża na Krywań: 2:30 h, ↓ 2 h